# Lindstedt
Lindstedt este o comună din landul Saxonia-Anhalt, Germania.